# Stylaster ibericus
Stylaster ibericus är en nässeldjursart som beskrevs av Zibrowius och Stephen D. Cairns 1992. Stylaster ibericus ingår i släktet Stylaster och familjen Stylasteridae. Inga underarter finns listade i Catalogue of Life.